# Sendlinger Straße
La Sendlinger Straße est une rue commerçante majeure de la vieille ville de Munich. 

## Situation et accès
Elle s'étend de la Sendlinger Tor à l'ouest jusqu'au point où la Fürstenfelder Straße et le Rindermarkt se rencontrent à l'est. Sa transformation en zone piétonne a été achevée en décembre 2019.

## Origine du nom
Sendlinger Straße doit son nom à sa destination d'origine : Sendling. 

## Historique
C'était au XIVe siècle le premier lieu après la Sendlinger Tor situé à l'extérieur des murs de la ville de Munich, à laquelle menait la Sendlinger Straße.
L'Asamhaus et surtout l'Asamkirche, construite entre 1733 et 1746 par deux principaux représentants du baroque du sud de l'Allemagne : les frères Asam, ont une importance historique et culturelle. L'église d'Asam est considérée comme l'un de ses bâtiments les plus importants. La rue compte un total de 24 monuments architecturaux.

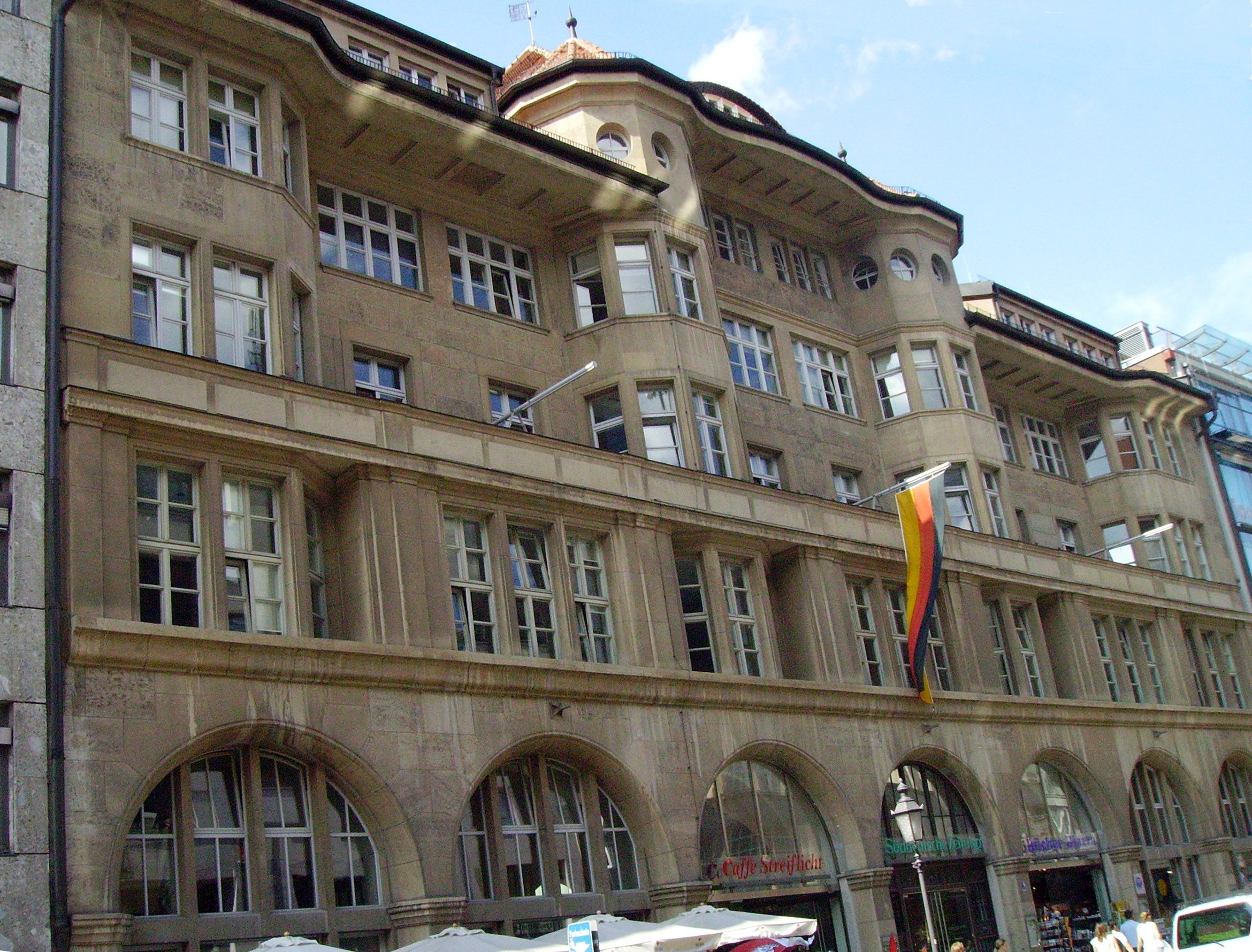
Ancien bâtiment du Süddeutsche Zeitung

Dans la période d'après-guerre, c'était là que se trouvait le quartier rouge de Munich, qui a depuis longtemps disparu. Le journal national Süddeutsche Zeitung y avait son siège depuis sa fondation en 1947 jusqu'en 2008, ainsi que le centre d'impression SV associé jusqu'en 1985. Un tramway reliait Sendlinger Tor à Marienplatz jusqu'à ce que cette voie soit couverte par le métro de Munich. Au fil des ans, les trottoirs sont devenus progressivement plus larges et les voies pour les voitures se sont rétrécies en conséquence. En 2009, le conseil municipal de Munich a décidé qu'un tronçon d'environ 120 mètres de long entre Hackenstraße et Färbergraben deviendrait une zone piétonne. Les travaux de construction ont commencé en 2012.
Aujourd'hui, en plus des restaurants et des cafés, il existe nombre de magasins sur la Sendlinger Straße. 
Les projets de la ville de convertir complètement la rue en zone piétonne ont été controversés et ont conduit à la mise en place d'une initiative citoyenne des riverains contre cette tentative. Les organisations environnementales et de transport telles que Green City ou le German Traffic Club, en revanche, ont salué les plans et ont même suggéré d'étendre les zones piétonnes au-delà de la vieille ville - jusqu'à environ la moitié est de la Sonnenstraße. En décembre 2019, la conversion de la Sendlinger Straße en zone piétonne a été achevée.

## Bâtiments remarquables et lieux de mémoire

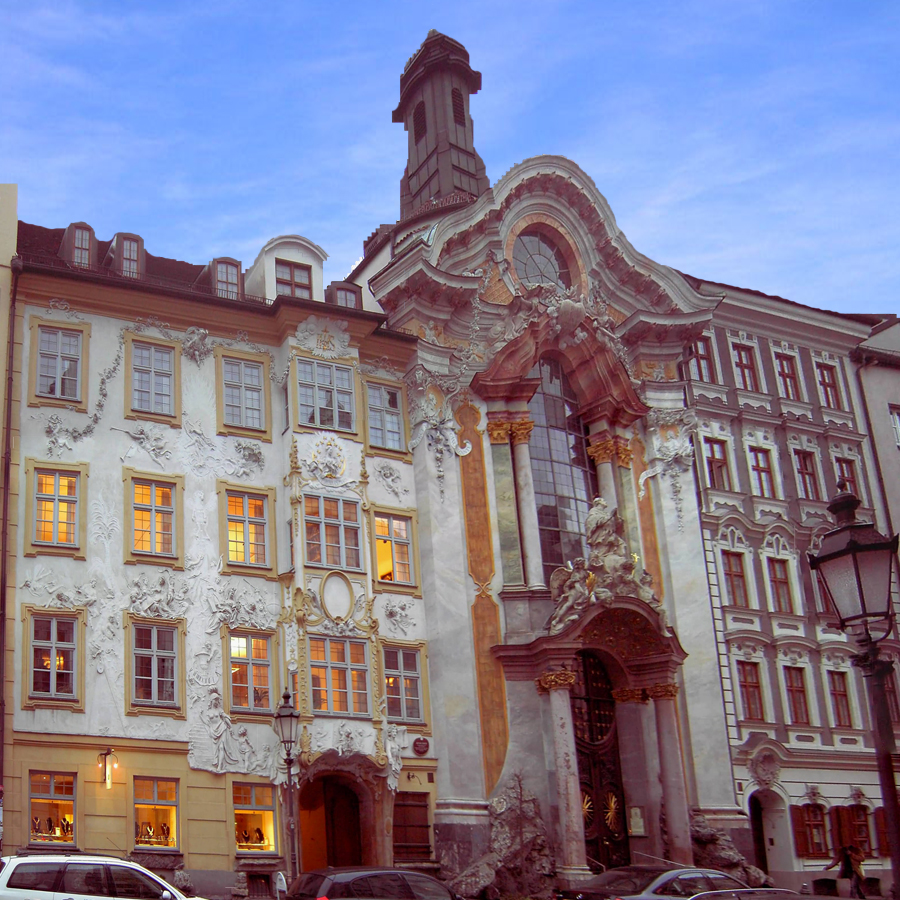
Asamhaus (à gauche) et Asamkirche (au milieu à droite) dans la Sendlinger Straße
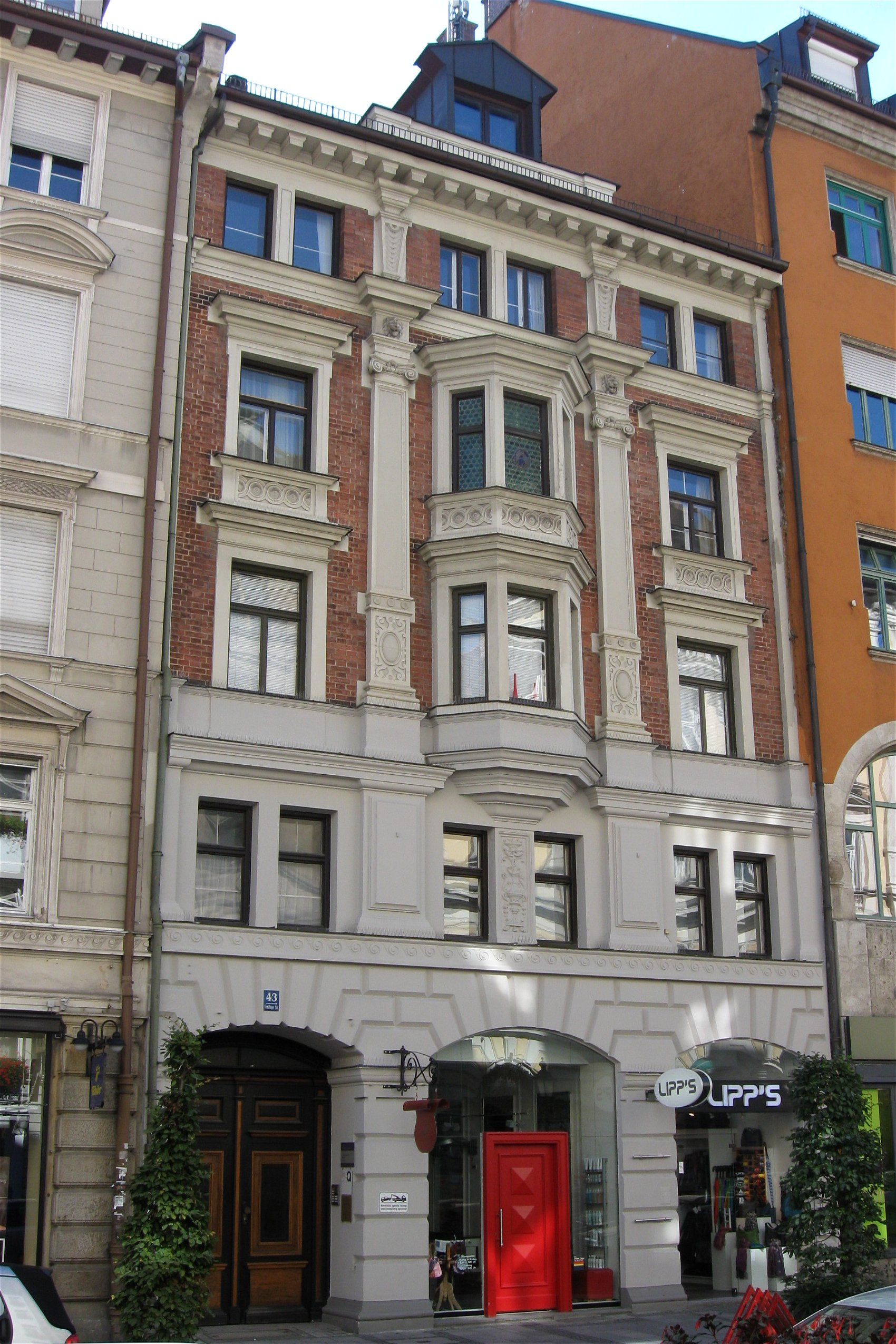
Numéro 43 : bâtiment néo-Renaissance